# Hans-Jürgen Eberhardt (Mediziner)
Hans-Jürgen Eberhardt (* 14. Juli 1936 in Breslau; † 13. August 2017) war ein deutscher Radiologe und Strahlentherapeut.

## Leben
Eberhardt legte sein Abitur 1954 an der Thomasschule in Leipzig ab und studierte anschließend bis 1959 Medizin an der Universität Leipzig. Seine Facharztausbildung als Radiologe absolvierte an der Radiologische Klinik der Medizinischen Akademie Carl Gustav Carus Dresden. Er promovierte an der Medizinischen Akademie Magdeburg zum Dr. med. und legte 1979 die Promotion B zum Thema „Anwendung der elektronischen Rechentechnik in der Dokumentation und Informationsverarbeitung in der Strahlentherapie“ ab; im Jahr 1991 wurde die Promotion B in eine Habilitation umgewandelt. Er wurde Leiter der Abteilung für Strahlentherapie.
Von 1984 bis 1986 war er ordentlicher Professor für Radiologie an der Universitätsklinik Halle. Im Jahr 1986 nahm er einen Ruf der Medizinischen Akademie Dresden an und wirkte hier bis 1991 als ordentlicher Professor für Radiologie. Er leitete zudem die Abteilung für Strahlentherapie. Im Jahr 1990 war er Mitbegründer des Tumorzentrums Dresden und der Sächsischen Krebsgesellschaft. Im Jahr 1991 wurde Eberhardt kommissarischer Klinikdirektor an der Medizinischen Akademie; von 1994 bis 1998 wirkte Eberhardt als Professor für Strahlentherapie und stellvertretender Klinikdirektor am Universitätsklinikum Carl Gustav Carus Dresden. Anschließend war er bis 2002 Leitender Arzt der Radioonkologie an der Humaine Klinik Dresden.
Eberhardt war Ehrenmitglied der „Sächsischen Krebsgesellschaft“.